# العلاقات الإكوادورية النمساوية
العلاقات الإكوادورية النمساوية هي العلاقات الثنائية التي تجمع بين الإكوادور والنمسا.

## مقارنة بين البلدين
هذه مقارنة عامة ومرجعية للدولتين:
| وجه المقارنة                                              | الإكوادور                      | النمسا                                                    |
| --------------------------------------------------------- | ------------------------------ | --------------------------------------------------------- |
| المساحة (كم2)                                             | 283.56 ألف                     | 83.86 ألف                                                 |
| عدد السكان (نسمة)                                         | 16.62 مليون                    | 8.81 مليون                                                |
| الكثافة السكانية (ن./كم²)                                 | 58.61                          | 105.06                                                    |
| العاصمة                                                   | كيتو                           | فيينا                                                     |
| اللغة الرسمية                                             | اللغة الإسبانية، كيشوا ‏، شوار ‏ | اللغة الألمانية، لغة الإشارة النمساوية ‏                   |
| العملة                                                    | دولار أمريكي، سوكري إكوادوري   | يورو، شلن نمساوي، رايخ مارك، شلن نمساوي                   |
| الناتج المحلي الإجمالي (بليون دولار)                      | 103.06 مليار                   | 416.60 مليار                                              |
| الناتج المحلي الإجمالي (تعادل القوة الشرائية) بليون دولار | 185.24 مليار                   | 426.99 مليار                                              |
| الناتج المحلي الإجمالي الاسمي للفرد دولار أمريكي          | 6.21 ألف                       | 43.77 ألف                                                 |
| الناتج المحلي الإجمالي للفرد دولار أمريكي                 | 11.37 ألف                      | 47.68 ألف                                                 |
| مؤشر التنمية البشرية                                      | 0.746                          | 0.885                                                     |
| رمز المكالمات الدولي                                      | +593                           | +43                                                       |
| رمز الإنترنت                                              | .ec                            | .at                                                       |
| المنطقة الزمنية                                           | 00                             | توقيت وسط أوروبا، ت ع م+01:00، ت ع م+02:00، أوروبا/فيينا ‏ |

## منظمات دولية مشتركة
يشترك البلدان في عضوية مجموعة من المنظمات الدولية، منها:
| علم المنظمة | اسم المنظمة                        | تاريخ انضمام الإكوادور | تاريخ انضمام النمسا |
| ----------- | ---------------------------------- | ---------------------- | ------------------- |
|             | مؤسسة التنمية الدولية              | 7 نوفمبر 1961          | 28 يونيو 1961       |
|             | يونسكو                             | 22 يناير 1947          | 13 أغسطس 1948       |
|             | وكالة ضمان الاستثمار متعدد الأطراف | 12 أبريل 1988          | 16 ديسمبر 1997      |
|             | الأمم المتحدة                      | 21 ديسمبر 1945         | 14 ديسمبر 1955      |
|             | الفريق المعني برصد الأرض           | ?                      | ?                   |
|             | الاتحاد البريدي العالمي            | ?                      | ?                   |
|             | البنك الدولي للإنشاء والتعمير      | 28 ديسمبر 1945         | 27 أغسطس 1948       |
|             | الاتحاد الدولي للاتصالات           | 17 أبريل 1920          | 1866                |
|             | منظمة حظر الأسلحة الكيميائية       | ?                      | ?                   |
|             | مؤسسة التمويل الدولية              | 20 يوليو 1956          | 28 سبتمبر 1956      |
|             | منظمة التجارة العالمية             | ?                      | ?                   |
|             | منظمة الشرطة الجنائية الدولية      | ?                      | ?                   |

## وصلات خارجية
- موقع وزارة الخارجية الإكوادورية
- موقع وزارة الخارجية النمساوية